# Maria van Jeruzalem
Maria van Monferrato (Tyrus, zomer van 1192 - ?, 1212), ook bekend als Maria van Jeruzalem was van 1205 tot 1212 koningin van Jeruzalem en bijgenaamd als de Markiezin, vanwege de titel van haar vader.
Haar vader was Koenraad van Monferrato die kort voor haar geboorte in 1192 vermoord werd en haar moeder was Isabella, koningin van Jeruzalem.

## Leven
Op 28 april 1192, tijdens de rivaliteit tussen Guy van Lusignan en Maria's vader Koenraad, werd er een verdrag gesloten waarbij Richard I van Engeland op korte termijn de Derde Kruistocht zou beëindigen en terug zou keren naar Engeland, maar Koenraad werd vermoord. Haar moeder hertrouwde haastig op 5 mei 1192 met Hendrik II van Champagne, neef van koning Richard I en Filip Augustus van Frankrijk. Rond de tijd van het huwelijk was Isabella al zichtbaar zwanger van Maria. Maria, het nagelaten kind, werd geboren tijdens de zomer van 1192.
Hendrik II van Champagne overleed in 1197. Uit dit huwelijk had Maria drie halfzusters gekregen. Amalrik van Lusignan, koning van Cyprus huwde toen met Isabella en ze werden gezamenlijk koning en koningin van Jeruzalem. Hij overleed op 1 april 1205.

### Regeerperiode
Isabella overleed korte tijd later en Maria was 13 jaar toen ze haar moeder opvolgde als koningin (5 april 1205); omdat ze te jong was om te regeren werd ze bijgestaan door Johannes van Ibelin die een halfbroer was van haar moeder Isabella, wat een wijze keuze bleek en naar tevredenheid was van de inwoners van het koninkrijk. Hij faalde dan wel in het terugkrijgen van de gebieden die verloren waren gegaan in 1187, maar wist het koninkrijk te behouden binnen haar grenzen en een politiek vredesverdrag te sluiten met al-Adil I, een broer van Saladin, die op zijn landgoederen gekomen was door andere erfgenamen uit te schakelen. Ondertussen werd Maria's stiefbroer Hugo, uit het eerste huwelijk van Amalrik, tot koning van Cyprus gekroond en trouwde met Maria's halfzuster Alice van Champagne.
Het regentschap verliep in 1209 toen Maria zeventien jaar was, zodat het hof-bestuur het beste vond dat Maria ging trouwen om haar post als koningin zeker te stellen. Een gezamenlijk aantal baronnen en bestuurders besloten om raad te vragen bij Filips II van Frankrijk, die een van zijn vertrouwelingen aan wees, Johannes van Brienne. Johannes was echter geen rijke man: om zijn gebrek aan fortuin te compenseren en om een leger en hofhouding te kunnen hebben, betaalde koning Filip II en paus Innocentius III de som van 40.000 livres.

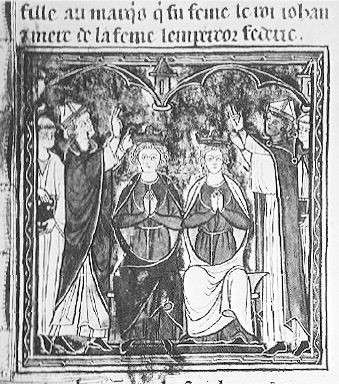
Kroning van Maria en Johannes van Brienne.

Het huwelijk werd gehouden op 14 september 1210; daarna werd het koppel gekroond als koning en koningin van Jeruzalem op 3 oktober 1210 in de Kathedraal van Tyrus. Johannes ging voort met de vredespolitiek die Jan van Ibelin begon. In 1212 baarde Maria een dochter, genaamd Isabelle (1212-1226) of ook wel Yolande geheten, maar Maria overleed al gauw daarna vanwege kraamvrouwenkoorts. Johannes behield de kroon, maar alleen als regent voor zijn jonge dochter die in 1225 zou trouwen met keizer Frederik II van het Heilige Roomse Rijk.
De bloedlijn van Maria stierf in 1268 uit, met de dood van haar achterkleinkind Koenradijn (of ook wel Koenraad III van Jeruzalem). Hij werd om het leven gebracht in Zuid-Italië door Karel van Anjou, die daarna het koninkrijk Sicilië innam.

## Voorouders
| Voorouders van Maria van Jeruzalem (1192-1212) | Voorouders van Maria van Jeruzalem (1192-1212)                           | Voorouders van Maria van Jeruzalem (1192-1212)                           | Voorouders van Maria van Jeruzalem (1192-1212)                            | Voorouders van Maria van Jeruzalem (1192-1212)                            | Voorouders van Maria van Jeruzalem (1192-1212)                           | Voorouders van Maria van Jeruzalem (1192-1212)                           | Voorouders van Maria van Jeruzalem (1192-1212)                           | Voorouders van Maria van Jeruzalem (1192-1212)                           |
| ---------------------------------------------- | ------------------------------------------------------------------------ | ------------------------------------------------------------------------ | ------------------------------------------------------------------------- | ------------------------------------------------------------------------- | ------------------------------------------------------------------------ | ------------------------------------------------------------------------ | ------------------------------------------------------------------------ | ------------------------------------------------------------------------ |
| Overgrootouders                                | Reinier van Monferrato (1083-1135) ∞ Gisela van Bourgondië (1075-1133),) | Reinier van Monferrato (1083-1135) ∞ Gisela van Bourgondië (1075-1133),) | Leopold III van Oostenrijk (1073–1136) ∞ Agnes van Waiblingen (1072–1143) | Leopold III van Oostenrijk (1073–1136) ∞ Agnes van Waiblingen (1072–1143) | Fulco V van Anjou (1091-1143) ∞ Melisende van Jeruzalem (1096–1161)      | Fulco V van Anjou (1091-1143) ∞ Melisende van Jeruzalem (1096–1161)      | Johannes Komnenos (1113-1159) ∞ Maria Taronitissa (-1126)                | Johannes Komnenos (1113-1159) ∞ Maria Taronitissa (-1126)                |
| Grootouders                                    | Willem V van Monferrato (1110-1191) ∞ Judith van Oostenrijk (1115–1168)  | Willem V van Monferrato (1110-1191) ∞ Judith van Oostenrijk (1115–1168)  | Willem V van Monferrato (1110-1191) ∞ Judith van Oostenrijk (1115–1168)   | Willem V van Monferrato (1110-1191) ∞ Judith van Oostenrijk (1115–1168)   | Amalrik I van Jeruzalem (1136-1174) ∞ Maria Comnena (1154–1217)          | Amalrik I van Jeruzalem (1136-1174) ∞ Maria Comnena (1154–1217)          | Amalrik I van Jeruzalem (1136-1174) ∞ Maria Comnena (1154–1217)          | Amalrik I van Jeruzalem (1136-1174) ∞ Maria Comnena (1154–1217)          |
| Ouders                                         | Koenraad van Monferrato (1144-1192) ∞ Isabella van Jeruzalem (1172-1205) | Koenraad van Monferrato (1144-1192) ∞ Isabella van Jeruzalem (1172-1205) | Koenraad van Monferrato (1144-1192) ∞ Isabella van Jeruzalem (1172-1205)  | Koenraad van Monferrato (1144-1192) ∞ Isabella van Jeruzalem (1172-1205)  | Koenraad van Monferrato (1144-1192) ∞ Isabella van Jeruzalem (1172-1205) | Koenraad van Monferrato (1144-1192) ∞ Isabella van Jeruzalem (1172-1205) | Koenraad van Monferrato (1144-1192) ∞ Isabella van Jeruzalem (1172-1205) | Koenraad van Monferrato (1144-1192) ∞ Isabella van Jeruzalem (1172-1205) |